# Distretto di Mokhotlong
Mokhotlong è uno dei 10 distretti che costituiscono il Lesotho.

## Circoscrizioni e Comunità
Il distretto consta di 4 circoscrizioni e 15 comunità:
- Circoscrizioni:
  - Bobatsi
  - Malingoaneng
  - Mokhotlong
  - Senqu
- Comunità:
  - Khalahali
  - Khubelu
  - Linakaneng
  - Liphamola
  - Mapholaneng
  - Marung
  - Mateanong
  - Matsoku
  - Molika-liko
  - Moremoholo
  - Pae-l'a-itlhatsoa
  - Popa
  - Rafolatsane
  - Sakeng
  - Tekeseleng